# Windows 2.1x
Windows 2.1x (позната и като Windows/286 или Windows/386) е серия от версии на операционната система Windows на Microsoft.
Windows/286 2.10 и Windows/386 2.10 дебютират на 27 май 1988 г., по-малко от шест месеца след дебюта на Windows 2.0.